# کیرش‌هایم آن در واین‌اشتراسه
کیرشایم ان در واینشتراسه (به آلمانی: Kirchheim an der Weinstraße) یک شهر در آلمان است که در باد دورکهایم واقع شده‌است. کیرشایم ان در واینشتراسه ۱٬۷۴۴ نفر جمعیت دارد.